# Pacifastacus fortis
Pacifastacus fortis је животињска врста класе Crustacea која припада реду Decapoda и фамилији Astacidae. 

## Угроженост
Ова врста је крајње угрожена и у великој опасности од изумирања.

## Распрострањење
Сједињене Америчке Државе су једино познато природно станиште врсте.

## Станиште
Станиште врсте су слатководна подручја.